# Arquidiocese de Cincinnati
A Arquidiocese de Cincinnati é uma circunscrição eclesiástica da Igreja Católica situada em Cincinnati, Ohio. Abrange 19 condados do sudoeste e oeste de Ohio. Desde 2025, Robert Gerald Casey é o arcebispo metropolita e sua sé episcopal é a Catedral de São Pedro Acorrentado. Foi criada em 19 de junho de 1821 pelo Papa Pio VII e elevada ao status de arquidiocese metropolitana em 19 de julho de 1850 pelo Papa Pio IX. Abriga o Santuário das Relíquias Sagradas que possui a segunda maior coleção de relíquias dos Estados Unidos.  
Possui 221 paróquias servidas por 514 padres e cerca de 17% da população jurisdicionada é batizada.

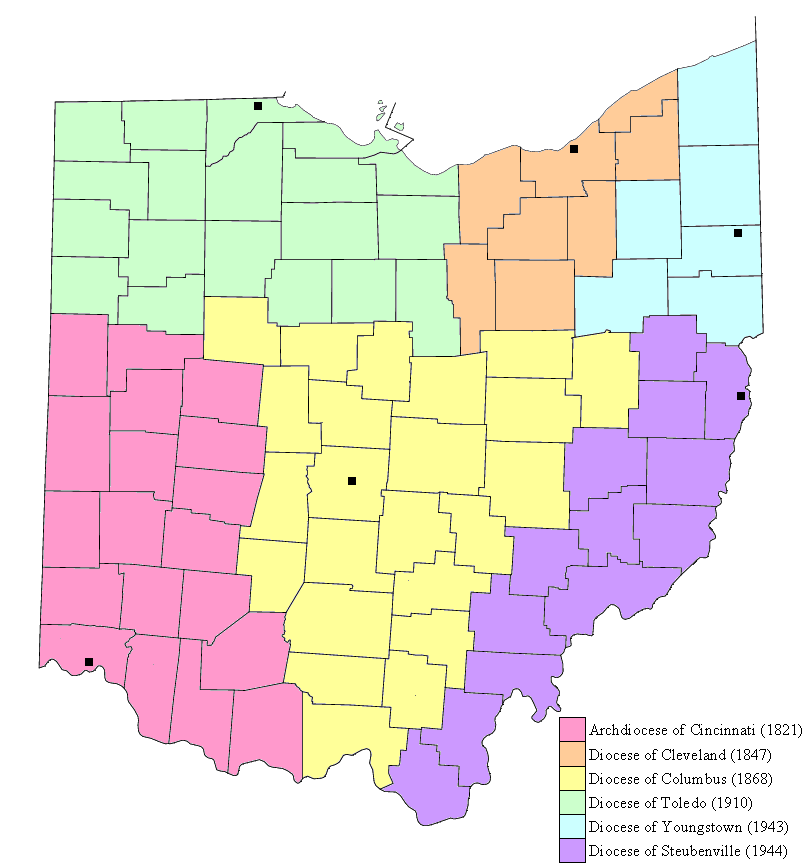
Província Eclesiástica de Cincinnati

## História
A história do catolicismo em Ohio se iniciou no início do século XIX, a época o território de Ohio estava sob a jurisdição da Diocese de Bardstown. Sacerdotes de Kentucky, ocasionalmente, iam para o norte do Rio Ohio em visitas missionárias. Um desses missionários foi Edward D. Fenwick, um padre dominicano nascido no estado de Maryland. Seus esforços em favor do crescente número de imigrantes católicos irlandeses e alemães no Vale do Rio Ohio, levou à criação da Diocese de Cincinnati em 1821, com o Padre Fenwick escolhido como seu primeiro bispo. Na época havia uma proibição contra a construção de templos católicos em Cincinnati. A primeira igreja foi construída do lado de fora de suas fronteiras. 
O Mount St. Mary, primeiro seminário católico em Ohio, foi construído a oeste da Cordilheira Alleghenies e hoje é o terceiro mais antigo do país. Ele remonta ao Seminário São Francisco Xavier, fundado em 1829. Seu nome foi alterado várias vezes e já foi sediado em vários edifícios, quase 60 bispos receberam a sua educação sacerdotal neste seminário. 
A recém-criada Diocese de Cincinnati incluía todos o território dos estados de Ohio e Michigan e parte do Território do Noroeste. A diocese foi desmembrada pela primeira vez em 8 de março de 1833 quando o Papa Gregório XVI erigiu a Diocese de Detroit. Em 23 de abril de 1847 o Papa Pio IX criou a Diocese de Cleveland. Em 19 de julho de 1850, o Papa Pio IX elevou a Diocese de Cincinnati a condição de arquidiocese metropolitana. Em 3 de marçode 1868 a arquidiocese cedeu parte de seu território para a formação da Diocese de Columbus.

## Território
A Arquidiocese de Cincinnati abrange 19 condados de Ohio. São eles:

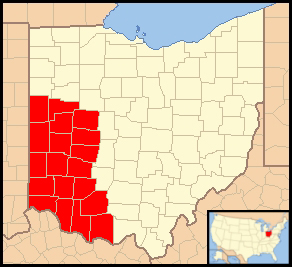
Área territorial da Arquidiocese

| - Adams - Auglaize - Butler - Brown - Champaign | - Clark - Clermont - Clinton - Darke - Greene | - Hamilton - Highland - Logan - Mercer - Miami | - Montgmery - Preble - Shelby - Warren |
| ----------------------------------------------- | --------------------------------------------- | ---------------------------------------------- | -------------------------------------- |

## Prelados
| #                     | Nome                          | Período    | Notas                        |
| Arcebispos            | Arcebispos                    | Arcebispos | Arcebispos                   |
| --------------------- | ----------------------------- | ---------- | ---------------------------- |
| 10º                   | Robert Gerald Casey           | 2025-      | Atual                        |
| 9º                    | Dennis Marion Schnurr         | 2009-2025  | Arcebispo emérito            |
| 8º                    | Daniel Edward Pilarczyk       | 1982-2009  |                              |
| 7º                    | Joseph Louis Bernardin        | 1972-1982  | Nomeado Arcebispo de Chicago |
| 6º                    | Paul Francis Leibold          | 1969-1972  |                              |
| 5º                    | Karl Joseph Alter             | 1950-1969  |                              |
| 4º                    | John Timothy McNicholas, O.P. | 1925-1950  |                              |
| 3º                    | Henry K. Moeller              | 1903-1925  |                              |
| 2º                    | William Henry Elder           | 1883-1903  |                              |
| 1º                    | John Baptist Purcell          | 1850-1883  |                              |
| Arcebispo-coadjutores |                               |            |                              |
|                       | Dennis Marion Schnurr         | 2008-2009  |                              |
|                       | Henry K. Moeller              | 1903-1904  |                              |
|                       | William Henry Elder           | 1880-1883  |                              |
| Bispos-auxiliares     |                               |            |                              |
|                       | Joseph Robert Binzer          | 2011-2020  | Bispo auxiliar emérito       |
|                       | Carl Kevin Moeddel            | 1993-2007  |                              |
|                       | James Henry Garland           | 1984-1992  | Nomeado Bispo de Marquette   |
|                       | Daniel Edward Pilarczyk       | 1974-1982  | Elevado Arcebispo            |
|                       | Nicholas Thomas Elko          | 1971-1985  | Nomeado Bispo de Pittsburgh  |
|                       | Edward Anthony McCarthy       | 1965-1969  | Nomeado Bispo de Phoenix     |
|                       | Paul Francis Leibold          | 1958-1966  | Nomeado Bispo de Evansville  |
|                       | George John Rehring           | 1937-1950  | Nomeado Bispo de Toledo      |
|                       | Joseph Henry Albers           | 1929-1937  | Nomeado Bispo de Lansing     |
|                       | Sylvester Horton Rosecrans    | 1861-1868  | Nomeado Bispo de Columbus    |
| Bispo                 |                               |            |                              |
| 2º                    | John Baptist Purcell          | 1833-1850  |                              |
| 1º                    | Edward Fenwick, O.P.          | 1822-1833  |                              |